# Deutschland (chanson)
Pour les articles homonymes, voir Deutschland.
Singles de Rammstein
Mein Herz brennt
(2012) Radio
(2019)
Pistes de Rammstein
Radio
Deutschland est un single du groupe de metal industriel allemand Rammstein tiré de leur septième album, Rammstein. Il sort le 29 mars 2019.
Sur la pochette du single figure Germania, allégorie de la Germanie et de l'Allemagne.

## Thème
Deutschland et son clip de neuf minutes revisitent les dérives de l'Allemagne depuis ses origines, à travers plusieurs événements forts : après la défaite romaine en Germania magna, en passant par les chevaliers médiévaux, la chasse aux sorcières, la révolution de novembre 1918, l'hyperinflation de la république de Weimar, les autodafés de 1933, l'incendie du dirigeable Hindenburg, la Seconde Guerre mondiale, la Shoah, l'histoire de la République démocratique allemande, la bande à Baader, jusqu'aux manifestations du Premier mai à Berlin-Kreuzberg. En fin de compte, l'issue de toutes ces différentes périodes est toujours la violence, le fil rouge de l'histoire allemande à travers les siècles. Les membres du groupe endossent à chaque fois des rôles différents au cours des différentes époques.
Le clip commence quand des légionnaires romains en patrouille aperçoivent Germania, entourée d'une meute de loups, qui coupe la tête du chanteur du groupe, Till Lindemann, représentant un Romain visiblement mort. Cette scène d'introduction fait allusion au soulèvement des populations germaniques contre les occupants romains. Plus tard, Germania réapparaît dans différents costumes à toutes les époques, souvent entourée de bergers allemands. Elle est montrée à plusieurs reprises portant la tête du mort. Souvent, elle semble accompagner passivement les événements, mais il lui arrive aussi d'intervenir activement, par exemple en remettant des poings américains à deux hommes à l'époque de la République de Weimar, en ressuscitant des chevaliers après une bataille ou en dirigeant une armée sur un cheval. Occasionnellement, elle est également victime des événements ; ainsi, elle est allongée devant des moines qui la dévorent avec de la choucroute, elle est brûlée sur un bûcher par des chevaliers, elle est blessée au visage par les prisonniers des camps de concentration en tant que général SS ou elle est l'otage apeuré des terroristes de la RAF. De plus, son costume la mêle à plusieurs reprises à des figures historiques de chaque époque, comme saint Maurice, à qui l'on attribue les insignes du Saint-Empire, ou la danseuse Joséphine Baker, qui vivait à Berlin dans les années 1920. Après avoir embrassé la tête du Romain mort, elle tombe enceinte et est ensuite accouchée par un obstétricien de plusieurs chiens Leonberg. Pour finir, Germania, supposée morte mais peut-être simplement endormie, est envoyée dans l'espace dans un scénario futuriste, dans un cercueil de verre qui rappelle Blanche-Neige. Pendant le générique de fin, on entend une version au piano de la chanson Sonne de Rammstein, dans le clip de laquelle Blanche-Neige jouait un rôle tout aussi ambigu, se retrouvant à la fin également dans un cercueil dont elle ressortait vivante plus tard.
Outre la musique de Rammstein et de Pötzsch, l'intro du clip utilise également le morceau The Beast du compositeur Jóhann Jóhannsson, décédé en février 2018, tiré de sa bande originale du film Sicario.
Outre les membres du groupe, l'actrice allemande Ruby Commey (de) a joué le rôle de Germania. D'autres rôles de figuration ont été tenus par Manny Marc, Frauenarzt, Olexesh, Harris (de) et DJ Maxxx, entre autres. La réalisation du clip est confiée à Specter Berlin. Le chef opérateur était Armin Franzen (de), le monteur David Gesslbauer (de) et la costumière Dorota Budna. La production a été assurée par MMAATTCCHH Berlin et DRKNSD, la directrice de production étant Ronja Prinz (de).
Parmi les lieux de tournage de la vidéo figuraient l'ancienne prison préventive de la Keibelstraße de la police populaire de la RDA et la citadelle de Spandau. Dans cette dernière, le groupe a utilisé l'exposition permanente "Enthüllt. Berlin und seine Denkmäler" (Berlin et ses monuments), installée depuis avril 2016 dans le magasin aux vivres de la citadelle, et qui présente des monuments politiques qui ont autrefois marqué le paysage urbain de Berlin. En outre, le bastion Kronprinz, qui fait partie de la citadelle, a servi de décor à des scènes de moines médiévaux,.

## Liste des pistes
| No | Titre                                    | Durée |
| -- | ---------------------------------------- | ----- |
| 1. | Deutschland                              | 5:22  |
| 2. | Deutschland (remix de Richard Z. Kruspe) | 5:46  |

## Accueil

### Accueil critique
Philippe Richard de Ouest-France présente Deutschland comme une chanson « brutal[e] et spectaculaire », dont le « parti pris est intéressant ».
Selon Fabien Randamme de 20 minutes, le clip, « somptueux », « alterne des plans d'une pure beauté plastique à une imagerie violente ».
Le texte est une « déclaration d'amour et de haine à la patrie », d'après Fabien Randanne de 20 minutes. C'est cette relation compliquée avec le pays que chante Till Lindemann : « Allemagne, mon cœur se consume. Je veux t'aimer et te maudire,. » Johanna Luyssen de Libération qualifie le chant d'« épopée antinationaliste ».

### Accueil du public
Le clip vidéo de Deutschland est visionné plus de six millions de fois en vingt-quatre heures.

### Polémique
Rammstein diffuse le 27 mars 2019 un teasing de Deutschland d'une trentaine de secondes, extrait du clip vidéo, où l'on voit les membres du groupe costumés en prisonniers des camps de concentration nazis, attendant la mort sur un échafaud. L'extrait provoque l'indignation d'une partie de la communauté juive allemande et de la classe politique.
Ainsi, le député libéral-démocrate Alexander Graf Lambsdorff évoque une utilisation inadmissible de la Shoah « à des fins de publicité » et Felix Klein, le responsable des affaires d'antisémitisme au gouvernement, condamne « le franchissement d’une ligne rouge ». Charlotte Knobloch, ex-présidente du Conseil central des Juifs en Allemagne et survivante du génocide, est plus virulente : « La façon dont Rammstein détourne la souffrance et le meurtre de millions de gens à des fins de divertissement est frivole et abjecte. »

## Classements
| Classement (2019)                       | Meilleure position |
| --------------------------------------- | ------------------ |
| Allemagne (Media Control AG)            | 1                  |
| Australie (ARIA)                        | 39                 |
| Autriche (Ö3 Austria Top 40)            | 4                  |
| Belgique (Flandre Ultratop 50 Singles)  | 23                 |
| Belgique (Wallonie Ultratop 50 Singles) | 23                 |
| CEI (Tophit)                            | 4                  |
| Écosse (OCC)                            | 29                 |
| Estonie (Eesti Tipp-40 (en))            | 20                 |
| États-Unis (Hot Rock Songs)             | 14                 |
| Finlande (Suomen virallinen lista)      | 4                  |
| France (CIF)                            | 2                  |
| Hongrie (Single Top 40)                 | 1                  |
| Hongrie (Stream Top 40)                 | 11                 |
| Irlande (IRMA)                          | 2                  |
| Mexique (Mexico Ingles Airplay (en))    | 34                 |
| Nouvelle-Zélande (RMNZ)                 | 27                 |
| Pays-Bas (Nederlandse Top 40)           | 74                 |
| Tchéquie (Singles Digitál Top 100)      | 11                 |
| Royaume-Uni (UK Singles Chart)          | 98                 |
| Royaume-Uni (UK Rock & Metal)           | 4                  |
| Slovaquie (IFPI Rádio)                  | 20                 |
| Suède (Sverigetopplistan)               | 44                 |
| Suisse (Schweizer Hitparade)            | 1                  |

## Certifications
| Pays      | Certification | Ventes    | Date |
| --------- | ------------- | --------- | ---- |
| Allemagne | 1 × Platine   | 400 000 + | 2020 |
| Autriche  | 1 × Platine   | 30 000 +  | 2021 |
| Suède     | 1 × Or        | 20 000 +  | 2021 |

## Distinctions
| Pays       | Distinctions       | Catégorie                        | Date | Résultats |
| ---------- | ------------------ | -------------------------------- | ---- | --------- |
| Suède      | Bandit Rock Awards | Meilleure chanson internationale | 2020 | Lauréat   |
| Estonie    | MetalStorm Awards  | Meilleur clip vidéo              | 2019 | Lauréat   |
| Allemagne  | Impericon Awards   | Meilleur clip de l'année         | 2019 | Lauréat   |
| États-Unis | RevolverMag        | Meilleur clip de l'année         | 2019 | Lauréat   |